# Pierre-Dominique Ponnelle
Pierre Dominique Ponnelle est un chef d'orchestre français, né en 1957

## Biographie
Après avoir étudié auprès de Herbert von Karajan pendant quatre ans à Berlin et Salzbourg, il dirige depuis aussi bien des concerts que des opéras, en Allemagne, en Europe de l'est et en France (Orchestre philharmonique de Strasbourg, Orchestre philharmonique de Monte-Carlo, Stuttgart, Zagreb, Innsbruck etc).
Il est le fils de l'actrice allemande Margit Saad et du metteur en scène et décorateur d'opéras Jean-Pierre Ponnelle.